# Harriet Wheeler
Harriet Wheeler (n. Sonnig-Common, Oxforshire, Inglaterra, Reino Unido, 26 de junio de 1963). Es una cantante y compositora británica conocida por la banda de rock «The Sundays».

## Primeros años
Nacida en Sonnig-Common en el condado de Oxforshide, hija de un arquitecto y una maestra. Estudió literatura inglesa para su licenciatura en la Universidad de Bristol cuando conoció a su futuro esposo, David Gavurin. Los dos compartían una pasión común por la música y a pesar de la poca formación musical (aunque Wheeler había cantado en una banda llamada Jim Jiminee antes de conocer a Gavurin) lanzaron demos en varios clubes en Londres.

## The Sundays
Wheeler y Gavurin formaron el núcleo de The Sundays, con Paul Brindley en el bajo y Patrick Hannan en la batería. Decidieron el nombre por defecto, ya que era el único en el que todos estaban de acuerdo. Una vez bautizados como The Sundays, realizaron su primer espectáculo en agosto de 1988.
Su álbum Reading, Writing and Arithmetic, fue lanzado en 1990. El crítico de Rolling Stone, Ira Robbins lo calificó como "una seductora porción de pop en guitarra más ligera que el aire, una colección de canciones extraordinariamente buenas adornadas por el maravilloso canto de Harriet Wheeler."  El álbum vendió más de medio millones de copias en todo el mundo.
La banda lanzó Blind, su segundo álbum, en 1992, y también vendió casi medio millón de copias, otorgándoles otro disco de oro. Un crítico escribió: la vocalista Wheeler recibió demasiados elogios. "Su canto es revoltoso, travieso, y lleno de inesperados, y perversos destellos de ternura.".
En marzo de 1995, Wheeler y Gavurin tuvieron su primera hija, a la que llamaron Billie. La reciente paternidad prolongó la grabación de su tercer álbum, pero eventualmente ellos lanzaron el Static & Silence en 1997. Mientras algunos críticos decían: "The Sundays suenan exactamente igual que antes", Kevin Raub, de Ray Gun dijo: "Static & Silence es el trabajo más sólido que la banda ha hecho hasta la fecha"
En 1999, dos años después del lanzamiento de Static & Silence, Wheeler y Gavurin tuvieron su segundo hijo, al que llamaron Frank.